# Hans Jörg Schelling
Hans Jörg Schelling, właśc. Johann Georg Schelling (ur. 27 grudnia 1953 w Hohenems) – austriacki ekonomista, przedsiębiorca i polityk, poseł do Rady Narodowej, w latach 2014–2017 minister finansów.

## Życiorys

### Wykształcenie i działalność zawodowa
W 1972 zdał egzamin maturalny w szkole średniej w Feldkirch. Studiował następnie zarządzanie przedsiębiorstwem na Universität Linz, uzyskując w 1978 magisterium, a w 1981 doktorat. Do 1996 był wykładowcą marketingu na swojej macierzystej uczelni.
W 1981 został zatrudniony w grupie Leiner/Kika, w 1988 objął stanowisko dyrektora generalnego. Dwa lata później założył własną firmę Schelling GesmbH, zajmującą się doradztwem gospodarczym. W latach 1992–2005 był dyrektorem zarządzającym w XXXLutz, po czym objął funkcję przewodniczącego jej rady nadzorczej. Od 2005 do 2008 kierował przedsiębiorstwem XLA GmbH. W 2009 sprzedał swoje udziały w Lutz-Gruppe, co zapewniło mu status milionera. W tym samym roku zajął się prowadzeniem winnicy. Od 2012 do 2014 był przewodniczącym rady nadzorczej przedsiębiorstwa Österreichische Volksbanken-Aktiengesellschaft.
W 2018 został doradcą rosyjskiego koncernu Gazprom, a w 2019 członkiem rady nadzorczej austriackiego przedsiębiorstwa naftowego OMV.

### Działalność polityczna
Działacz Austriackiej Partii Ludowej. W latach 2001–2005 był radnym w St. Pölten. Od 2004 do 2014 był członkiem zarządu Österreichischer Wirtschaftsbund w Dolnej Austrii, organizacji gospodarczej afiliowanej przy ÖVP. W latach 2004–2014 pełnił także funkcję wiceprezesa Austriackiej Izby Gospodarczej.
W latach 2007–2008 sprawował mandat posła do Rady Narodowej Austrii XXIII kadencji. 1 września 2014 wszedł w skład drugiego rządu Wernera Faymanna jako minister finansów, zastępując na tej funkcji Michaela Spindeleggera. Pozostał na tym stanowisku także w utworzonym 17 maja 2016 gabinecie Christiana Kerna.
W wyborach w 2017 z ramienia ludowców został wybrany do Rady Narodowej XXVI kadencji, jednak nie objął mandatu. W grudniu tegoż roku zakończył pełnienie funkcji rządowej.

## Życie prywatne
Hans Jörg Schelling jest żonaty, ma dwie córki.